# Dreapta creștină
Dreapta creștină, de asemenea denumită și dreapta religioasă, este un termen politic folosit pentru facțiunile politice creștine caracterizate printr-un puternic sprijin pentru politicile social-conservatoare și tradiționaliste. Conservatorii creștini doresc să influențeze politica și politicile publice cu propriile interpretări asupra învățăturilor creștinismului.
În Statele Unite, dreapta creștină este o coaliție informală ce s-a format în jurul unui nucleu de conservatori evangheliști și conservatori romano-catolici. Dreapta creștină atrage sprijin suplimentar din partea protestanților, evreilor ortodocși și mormonilor, conservatori din punct de vedere politic. Mișcarea din politica americană a devenit dominantă în conservatorismul american începând cu sfârșitul anilor 1970. Dreapta creștină a câștigat o influență puternică în cadrul Partidului Republican în timpul președinției lui Ronald Reagan în Statele Unite în anii 1980. Influența sa provine din activismul de bază, precum și din concentrarea asupra problemelor sociale și a capacității de a motiva electoratul în jurul acestor probleme. Face parte și din conservatorismul social din Statele Unite.
Dreapta creștină a avansat poziții social conservatoare în probleme precum creaționismul în învățământul public, rugăciunea școlară, cumpătarea naționalismul creștin sionismul creștin și sabatismul duminical precum și opoziția față de predarea evoluției biologice, cercetarea celulelor stem embrionare, drepturile LGBT, educație sexuală, avort, eutanasie, consumul de droguri și pornografie. Deși termenul dreapta creștină este cel mai frecvent asociat cu politica din Statele Unite, grupuri conservatoare creștine similare pot fi găsite și în culturile politice ale altor țări cu majoritate creștină.